# Piattaforma metanifera
La piattaforma metanifera è un impianto per l'estrazione del gas metano da giacimenti collocati in mare, che a sua volta pompano metano in centrali di stoccaggio e lavorazione a terra.
Le piattaforme metanifere sono dotate di nautofono per motivi di sicurezza.
L'estrazione di metano solitamente è automatizzata e gestita e controllata da terra.

## Dismissione
La struttura non è progettata costruita per durare a lungo, ma per il solo periodo di sfruttamento del giacimento metanifero presente, e l'attività media è solitamente tra 20 e 40 anni: a seguito della naturale diminuzione ed esaurimento del metano presente nel giacimento, del quale la piattaforma permette lo sfruttamento, essa viene dismessa.
Fra le soluzioni ipotizzate per il riutilizzo vi sono la conversione a postazioni oceanografiche o in fish farm, cioè un sito per la maricoltura e per la pesca con reti fisse. 

## Distribuzione geografica

### Europa

#### In Italia
Si conta che in Italia, nel 2005 erano attive complessivamente 82 piattaforme, di cui 75 nel Mare Adriatico.
Una volta affondata la Paguro nel 1965, l'area marina in cui giace il relitto diventò  un'oasi per i subacquei.